# Mouvement révolutionnaire oriental

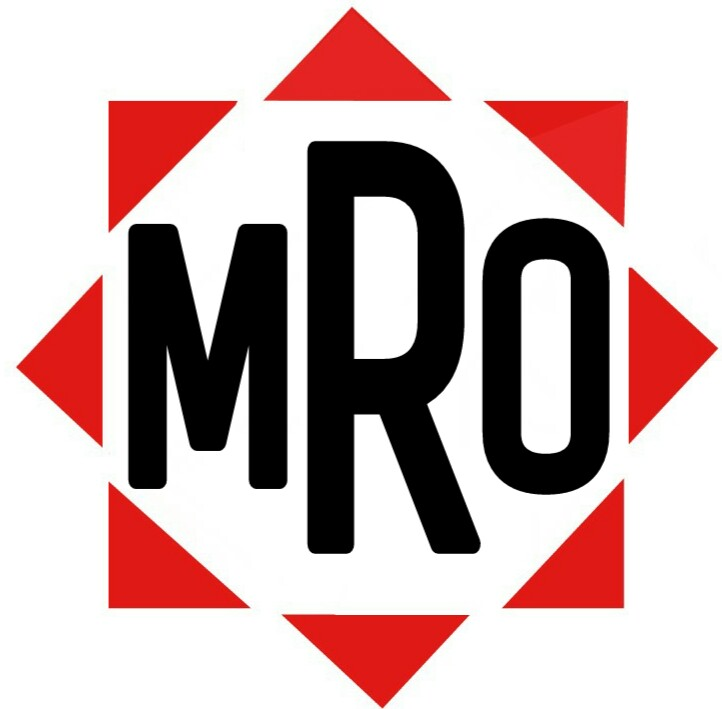
Logo du Mouvement Révolutionnaire Oriental.

Le Mouvement révolutionnaire oriental (en espagnol : Movimiento Revolucionario Oriental, abrégé en MRO) est un parti politique uruguayen de la gauche révolutionnaire. Il a été fondé le 21 avril 1961 par Ariel Collazo, qui quitta le Parti national (blanco) après un voyage à Cuba. Le MRO est aujourd'hui dirigé par Mario Rossi Garretano.
Pour les élections de 1962, il participa au FIDEL (Frente Izquierda de Liberación, ou Front de gauche de libération), qui rassemblait, autour du Parti communiste, le MRO, des secteurs indépendants et quelques groupes et personnes ayant rompu avec les deux partis traditionnels, le Parti colorado et le Parti blanco. Le FIDEL obtint 3,49 % des voix (plus que l'Union populaire autour du Parti socialiste et d'Enrique Erro).
Par ailleurs, le MRO participa dans les années 1960 au « Coordinateur », la structure de coordination de groupes révolutionnaires qui précéda la formation des Tupamaros. Plusieurs militants de la Jeunesse du MRO, dont Eduardo Pinela et Eleuterio Fernández Huidobro, fondèrent le Mouvement d'appui paysan (MAC), qui soutenait les luttes de l'UTAA (Unión de Trabajadores Azucareros de Artigas), le syndicat de cañeros (ouvriers agricoles) cofondé par Raúl Sendic. Ces personnes firent par la suite partie de la direction des Tupamaros, s'unissant sur la base de l'action directe plutôt que d'accord théorique.
Interdit le 12 décembre 1967 par le président Jorge Pacheco Areco, le MRO eut ensuite son propre bras armé, les Fuerzas Armadas Revolucionarias Orientales, de 1967 jusqu'au retour de la démocratie en 1985. Il adhéra au Frente Amplio dès sa création en 1971.
Lors de la transition démocratique, il participa à la création du Mouvement de participation populaire (MPP), lancée par d'ex-leaders tupamaros, avant de quitter celui-ci en 1992, puis, l'année suivante, le Frente Amplio, considérant qu'ils prenaient des voies trop centristes. Il possède une organisation de jeunesse, dite la Juventud Guevarista. En 2008, il participa à la fondation des Comisiones Unitarias Antiimperialistas (es), Garretano étant le candidat de ces dernières pour l’élection présidentielle de 2009.